# Antagonisti del recettore NMDA
Gli antagonisti del recettore dell'NMDA sono una classe di farmaci che inibiscono il recettore NMDA.
Si tratta di farmaci impiegati abitualmente come anestetici, ed alcuni impropriamente come sostanze stupefacenti a scopo ricreativo.

## Meccanismo d'azione
Il recettore dell'NMDA è un recettore ionotropico: la sua apertura, stimolata dai neurotrasmettitore glutammato e glicina, permette il passaggio di un impulso elettrico da un neurone all'altro.
Gli antagonisti di questo recettore possono legarsi direttamente ai siti di legame per glutammato e glicina (agendo quindi come inibitori competitivi), oppure a siti allosterici presenti sul recettore, o direttamente a livello del canale ionico.
L'inibizione dei recettori dell'NMDA induce anestesia dissociativa, caratterizzata da catalessia, analgesia e amnesia.

## Usi
La ketamina è abitualmente utilizzata in medicina d'urgenza nei pazienti con storia clinica ignota e nei pazienti ustionati, in quanto non ha attività depressoria sui centri del respiro e sul sistema circolatorio, al contrario di altri anestetici.